# Résidences de la République française
Cet article possède un paronyme, voir Présidence de la République française.
 (décembre 2012).
Si vous disposez d'ouvrages ou d'articles de référence ou si vous connaissez des sites web de qualité traitant du thème abordé ici, merci de compléter l'article en donnant les références utiles à sa vérifiabilité et en les liant à la section « Notes et références ».
L'État français dispose de résidences ou de propriétés mises à disposition de la présidence de la République ou du gouvernement à l'usage de ses membres ou de dignitaires étrangers de passage en France. Les présidents des deux chambres du Parlement bénéficient également d'une résidence.

## Résidences du président de la République
- Palais de l'Élysée, résidence officielle et siège de la présidence de la République, rue du Faubourg Saint-Honoré près de l'avenue des Champs-Élysées.
- Hôtel de Marigny, à côté de l'Élysée, sert à accueillir des chefs d'État étrangers mais aussi d'extension des bureaux et logements de l'Élysée.
- Palais de l'Alma, sur le quai de l'Alma à Paris, initialement construit pour être les écuries impériales. Il abrite différents services de la présidence et vingt-huit logements attribués « par nécessité absolue de service », dont celui du secrétaire général de la présidence[1]. L'aile ouest abritait, entre 1968 et 2011, le siège du Conseil supérieur de la magistrature.
- Pavillon de la Lanterne, un pavillon de chasse situé à Versailles utilisé de nos jours comme résidence d'État. Lieu de villégiature affecté sous la Ve République aux premiers ministres français, il est utilisé par le président de la République depuis mai 2007 et effectivement rattaché à la présidence en 2015[2]. En décembre 2020, Emmanuel Macron y est placé en isolement, étant atteint du Covid-19[3].
- Fort de Brégançon, résidence de villégiature à Bormes-les-Mimosas dans le Var. Les présidents Pompidou et Giscard d’Estaing s’y rendaient régulièrement. Entre 2014[4] et 2018[5], le fort est géré par le Centre des monuments nationaux. Il est ouvert au public en juillet et septembre[6].

Les anciennes résidences de la présidence de la République

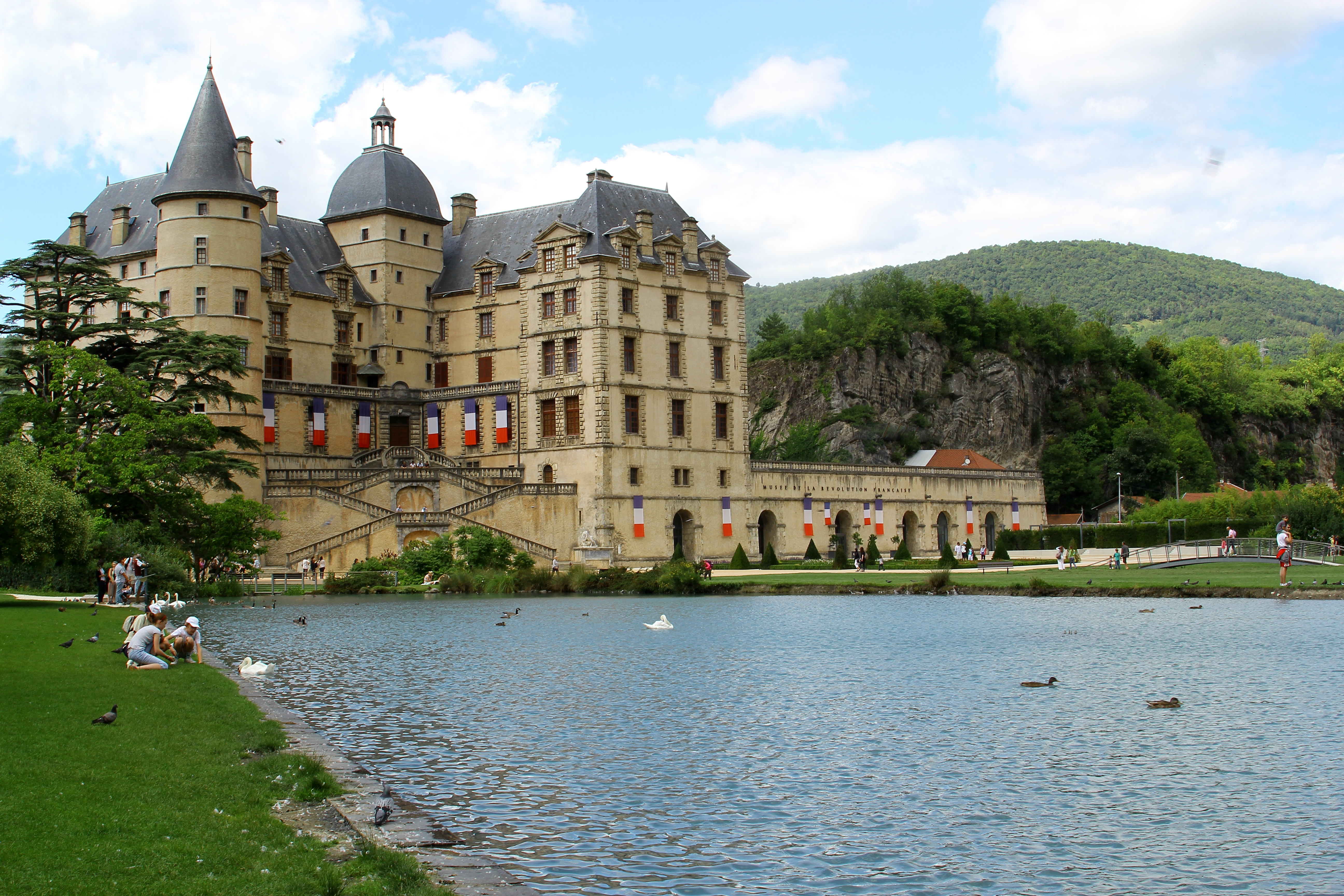
Parc du domaine de Vizille.

- Château de Rambouillet dans les Yvelines. Le sommet du G6 1975 y est organisé. Cédé par Nicolas Sarkozy, il est géré aujourd'hui par le Centre des monuments nationaux[7].
- L'aile du Trianon-sous-bois au Grand Trianon, pour les invités présidentiels, et le domaine national de Marly-le-Roi dans les Yvelines. Ils sont rétrocédés à l'établissement public du château, du musée et du domaine national de Versailles en 2009[8].
- Château de Champs-sur-Marne cédé au ministère de la culture en 1971, avant il était utilisé comme résidence officielle pour les chefs d'état étrangers en visite officielle en France.
- Château de Vizille et son domaine, en Isère. Cédé au département en 1973, il abrite depuis 1984 le musée de la Révolution française.

Le château de Rambouillet (800 hectares), le domaine national de Marly-le-Roi (400 hectares) et le château de Chambord (5 441 hectares) étaient le lieu autrefois des chasses présidentielles.
Dans une lettre datée du 28 juin 2010, le président de la République Nicolas Sarkozy fait savoir à son Premier ministre François Fillon qu'il a « décidé de mettre un terme aux chasses présidentielles, qui seront remplacées par de simples battues de régulation, nécessaires aux équilibres naturels, et qui seront confiées à la gestion du ministre de l'Agriculture ».

## Résidences du Premier ministre
- Hôtel de Matignon, résidence officielle du Premier ministre, rue de Varenne à Paris.
- Château de Souzy-la-Briche dans l'Essonne

## Résidence de l'Assemblée nationale
- Hôtel de Lassay, résidence officielle du président de l'Assemblée nationale, hôtel particulier contigu aux bâtiments du Palais Bourbon, siège de l'Assemblée nationale.

## Résidence du Sénat
- Petit Luxembourg, résidence officielle du Président du Sénat, hôtel particulier contigu au Palais du Luxembourg, siège du Sénat et au jardin du Luxembourg (jardin public mais propriété du Sénat).